# Sertab (musikalbum)
Sertab, musikalbum utgivet av den turkiska artisten Sertab Erener 1999 och sedan återutgivet 2000.  
Det är en skiva där Sertab mixar gamla klassiska låtar från förr med nytt eget material. En del låtar har discosound och andra hennes mer traditionella sound. På skivan ingår en egen orientalisk version av Eine kleine Nachtmusik.
1999
| Nr  | Titel                 | Längd |
| --- | --------------------- | ----- |
| 1.  | Vur Yüreğim           | 4:32  |
| 2.  | Yanarım               | 3:16  |
| 3.  | Aşk (duett med Mando) | 3:31  |
| 4.  | Zor Kadın             | 3:49  |
| 5.  | Tek Başına            | 3:40  |
| 6.  | Makber                | 4:24  |
| 7.  | Sarıl Bana            | 3:54  |
| 8.  | Yolun Başında         | 4:45  |
| 9.  | Sır                   | 4:22  |
| 10. | Gece Kraliçesi        | 2:33  |

2000
| Nr  | Titel                 | Längd |
| --- | --------------------- | ----- |
| 1.  | Uzaklara              | 1:04  |
| 2.  | Utanma                | 3:25  |
| 3.  | Aşk                   | 3:31  |
| 4.  | Zor Kadin             | 3:50  |
| 5.  | Makber                | 4:29  |
| 6.  | Yolun Basi            | 4:45  |
| 7.  | Vur Yuregim           | 4:32  |
| 8.  | Yanarim               | 3:17  |
| 9.  | Saril Bana            | 3:54  |
| 10. | Sir                   | 4:22  |
| 11. | Aaa                   | 4:22  |
| 12. | Incelikler Yuzunden   | 5:30  |
| 13. | Utanma (med mansröst) | 3:06  |